# Hans Streuli
Hans Streuli (Zurigo, 13 luglio 1892 – Wädenswil, 23 maggio 1970) è stato un politico svizzero del Partito Liberale Radicale, consigliere federale dal 1954 al 1959 e Presidente della confederazione nel 1957.